# گایوس اکتاویوس (پدر آگوستوس)

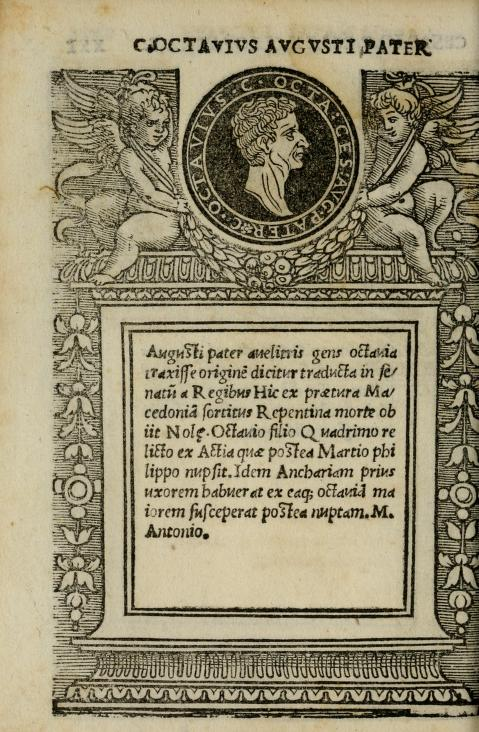
گایوس اکتاویوس (پروکنسول)

گایوس اکتاویوس (حدود ۱۰۰ – ۵۹ پ. م) یک سیاستمدار رومی بود.
او یکی از اجداد امپراتوران روم بود که از دودمان ژولیو کلودین بودند. او پدر امپراتور آگوستوس، پدربزرگ‌خواندهٔ امپراتور تیبریوس، پدر پدربزرگ امپراتور کلودیوس، پدربزرگ پدربزرگ امپراتور کالیگولا، و پدر پدربزرگ پدربزرگ امپراتور نرون بود.

## خانواده
او ابتدا در تاریخ نامعلومی با زنی به‌نام آنچاریا ازدواج کرد و حاصل این ازدواج او، فرزندی به‌نام اکتاویای بزرگتر (متولد ۶۳ پ. م) بود. نظری قطعی دربارهٔ تاریخ پایان این ازدواج وجود ندارد؛ اگرچه، احتمال بسیار می‌رود که پایان این ازدواج حدود تاریخ به‌دنیا آمدن فرزندشان باشد. اکتاویوس بعداً با خواهرزادهٔ ژولیوس سزار، آتیا آلبا سزونیا ازدواج کرد. چگونگی آشنایی آنها با یکدیگر نامشخص است، اگرچه خانوادهٔ آتیا از طرف پدر (آتیی بالبی) در نزدیکی ولتری زندگی می‌کردند، که وطن اجدادی اکتاویی بود. آنها دو فرزند داشتند: اکتاویای کوچکتر (زادهٔ ۶۹ پ. م) و گایوس اکتاویوس (زادهٔ ۶۳ پ. م)، که بعدها نخستین امپراتور روم، آگوستوس شد.